# Provincia de Komondjari
Komondjari es una de las 45 provincias de Burkina Faso; su capital es Gayeri.

## Departamentos (población estimada a 1 de julio de 2018)

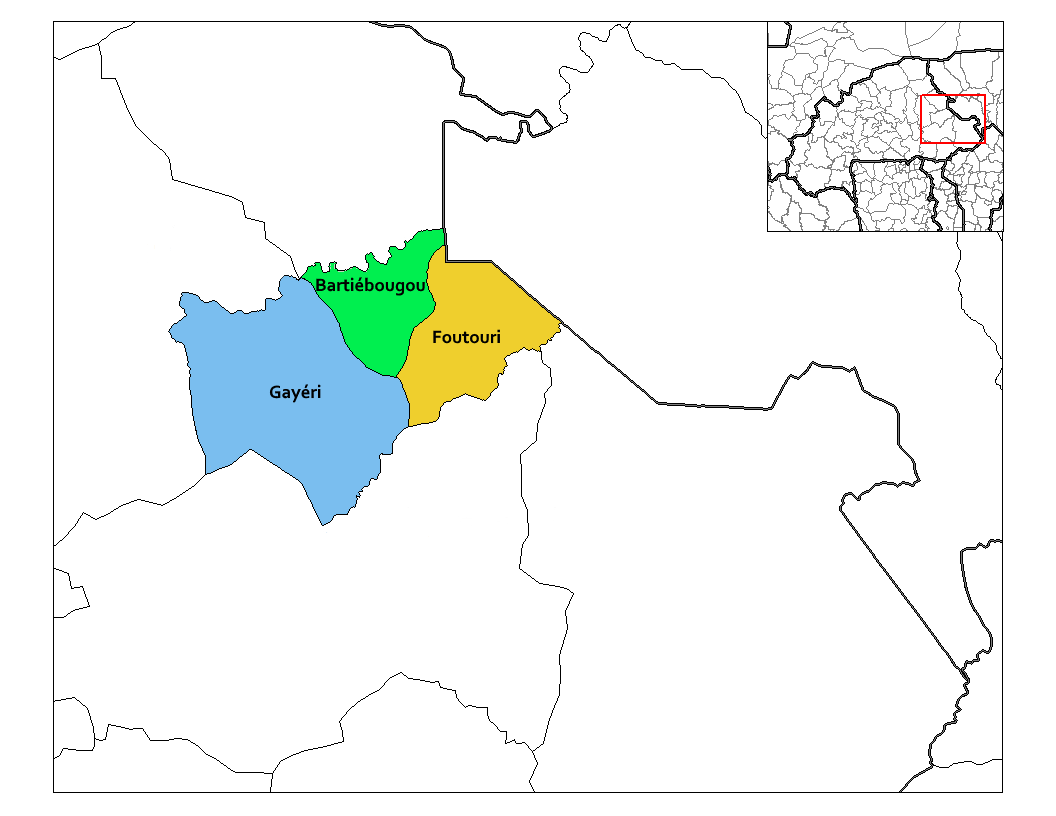
Departamento de Komondjari.

La provincia tiene sólo un departamento:
- Bartiébougou 23,963
- Foutouri 22,403
- Gayéri 75,748